# (27338) Malaraghavan
(27338) Malaraghavan est un astéroïde de la ceinture principale d'astéroïdes.

## Description
(27338) Malaraghavan est un astéroïde de la ceinture principale d'astéroïdes. Il fut découvert le 6 février 2000 à Socorro (Nouveau-Mexique) par le projet LINEAR. Il présente une orbite caractérisée par un demi-grand axe de 2,68 UA, une excentricité de 0,11 et une inclinaison de 9,8° par rapport à l'écliptique.

## Compléments